# Ian O'Brien
Lovett Ian O'Brien, född 3 mars 1947 i Wellington, är en australisk före detta simmare.
O'Brien blev olympisk guldmedaljör på 200 meter bröstsim vid sommarspelen 1964 i Tokyo.